# Jürgen Lenz (Kameramann)
Jürgen Lenz (* 20. Mai 1942 in Berlin) ist ein deutscher Kameramann und Filmeditor.
Lenz war ab 1968 für die DDR-Filmfirma DEFA tätig. Nach der Wiedervereinigung arbeitete er weiter als Kameramann, so ab 1997 bei der Serie Unser Charly. Für rund ein Dutzend Film- und Fernsehproduktionen war er seit den 1960er Jahren auch als Editor tätig, zuletzt 1998.

## Filmografie
- 1965: Eine Woche mit Helmut Qualtinger (TV)
- 1968: Wir haben schon eine ganze Stadt gebaut (Kurzfilm)
- 1968: Auftrag für morgen (Kurzfilm)
- 1968: 13 x Makabres (TV)
- 1972: Deutschland, deine Schwaben (TV)
- 1972: Ein Chirurg erinnert sich (Fernsehserie, 5 Folgen)
- 1974: Loriots Telecabinet (TV)
- 1974: Die Bettelprinzess (TV)
- 1975: Fischzüge (TV)
- 1975: Bankett für Achilles
- 1976: Das blaue Licht
- 1976: Die Emser Depesche (TV)
- 1977: Die unverbesserliche Barbara
- 1977: Ein irrer Duft von frischem Heu
- 1978: Amor holt sich nasse Füße (Fernsehfilm)
- 1979: Einfach Blumen aufs Dach
- 1980: Heute abend und morgen früh
- 1980: Schülergeschichten (Fernsehserie, 3 Folgen)
- 1981: Asta, mein Engelchen
- 1981: Schwarzes Gold (TV)
- 1982: Stabwechsel in der 7c (TV)
- 1983: Ich bin nicht Don Quichotte (TV)
- 1983: Mein Vater ist ein Dieb
- 1983: Plauener Spitzen (TV)
- 1984: Ich liebe Victor (TV)
- 1984: 60 Millionen für Phantásien – Wie die 'unendliche Geschichte' ins Kino kam (TV)
- 1986: Ernst Thälmann (TV)
- 1987: Zwei leere Sthüle (TV)
- 1987: Die letzte Begegnung (TV)
- 1987: Sansibar oder Der letzte Grund (TV)
- 1987: Schlange, Herz und Pantherkopf (TV)
- 1988: In einem Atem
- 1988: Oh Gott, Herr Pfarrer (Fernsehserie, 1 Folge)
- 1989: Pestalozzis Berg
- 1989: Polizeiruf 110: Katharina
- 1990: Albert Einstein (TV)
- 1991: Farßmann oder Zu Fuß in die Sackgasse
- 1992: Apfelbäume
- 1992: Karlakórinn Hekla
- 1995: Jetzt leben – Juden in Berlin
- 1995: Drei Tage im April (TV)
- 1997: Der Fischerkrieg (TV)
- 1997–2010: Unser Charly (Fernsehserie, 53 Folgen)
- 1998: Gegen Ende der Nacht (TV)
- 1998: Polizeiruf 110: Hetzjagd